# Partit Socialista Polonès
El Partit Socialista Polonès (polonès Polska Parti Socjalistyczna, PPS), és un partit polític socialista democràtic de Polònia.
Va ser un dels partits més importants del país des dels seus inicis al 1892 i fins la seva fusió el 1948 en el Partit Obrer Unificat Polonès. Józef Piłsudski, fundador de la Segona República Polonesa, va pertànyer i posteriorment liderar el PPS a principis del segle 20.
El partit es va restablir el 1987, prop del final de la República Popular Polonesa, participant en diversos fronts progressistes com l'Aliança de l'Esquerra Democràtica, Esquerra Unida o L'Esquerra, amb els quals van aconseguir un senador al 2019.

## Història
El PPS es va fundar a París el 1892 per emigrats polonesos, de caràcter nacionalista i independentista propolonès. El 1893 se li va unir el Partit Social Demòcrata del Regne de Polònia i Lituània (SDKPiL), de caràcter més prorevolucionari i comunista. Una divisió semblant es va produir el 1906, amb la Polska Parti Socjalistyczna - Frakcja Rewolucyjna seguidors de Józef Piłsudski, que van donar suport a la independència i els ideals nacionalistes, i la Polska Parti Socjalistyczna - Lewica que es va aliar amb el SDKPiL. Aviat però, l'EPA-FR va recuperar el seu domini i va canviar el seu nom per volta a l'EPA, mentre que l'EPA-L fou eclipsat, i el 1918 es va fusionar amb la formació de SDKPiL el Partit Comunista de Polònia.
Durant la Segona República de Polònia d'antuvi recolzà Józef Piłsudski, fins i tot el seu cop de maig, però més tard es va situar a l'oposició. El partit dona suport a la resistència polonesa durant la Segona Guerra Mundial com el clandestí polonès Partit Socialista Polonès - Llibertat, Igualtat, Independència (Polska Parti Socjalistyczna - Wolność, Równość, Niepodległość).
Després de les eleccions parlamentàries poloneses de 1947, en les quals van participar aliats al Partit Obrer Polonès, es van escindir el 1948. Una facció, dirigida per Edward Osóbka-Morawski, intentà unir forces amb el Partit Camperol Polonès i formar un front unit contra els comunistes. Una altra facció, encapçalada per Józef Cyrankiewicz, va sostenir que els socialistes havien de donar suport als comunistes en l'aplicació d'un programa socialista, però s'oposaven a la imposició de la norma del partit únic. Les hostilitats polítiques de la preguerra influïren en els esdeveniments, i Stanisław Mikołajczyk, líder del Partit Camperol, era contrari a formar un front unit amb els socialistes. Els comunistes s'aprofitaren de les divisions fent dimitir Osóbka-Morawski i nomenant Cyrankiewicz primer ministre de Polònia.
El 1948 la facció socialista de Cyrankiewicz es va fusionar amb el Partit Obrer Polonès (PPR) per formar el Partit Obrer Unificat Polonès (Zjednoczona Polska Parti Robotnicza; PZPR), el partit governant a la República Popular de Polònia; els restes de l'altra facció va sobreviure en l'emigració al Govern polonès a l'exili.

### Restabliment del PPS
Al 1987 es va restablir el partit, no obstant es mantenia llavors com un grup minoritari dins del panorama polític de la Tercera República, amb representació entre 1993 i 2001 dins de l'Aliança de l'Esquerra Democràtica. Més endavant tornaria a aconseguir entrar en el Parlament a través de L'Esquerra, amb els quals guanyarien un senador i posteriorment s'integrarien dos diputats i un altre senador de la coalició.
Al 2022 el partit va intentar impulsar la seva pròpia aliança amb el SDPL, la Unió del Treball, Iniciativa Feminista i d'altres partits minoritaris progressistes o d'esquerres amb l'objectiu de presentar-se a les següents eleccions legislatives, però al 2023, després d'un conflicte intern, van decidir retornar a L'Esquerra.

## Resultats electorals

### Sejm
| Any                   | Vots                    | %                       | Escons    | +/– | Govern             |
| --------------------- | ----------------------- | ----------------------- | --------- | --- | ------------------ |
| 1919                  | 515,062                 | 9.2 (#4)                | 35 / 394  | Nou | Coalició (1919)    |
| 1919                  | 515,062                 | 9.2 (#4)                | 35 / 394  | Nou | Oposició (1919-20) |
| 1919                  | 515,062                 | 9.2 (#4)                | 35 / 394  | Nou | Coalició (1920-21) |
| 1919                  | 515,062                 | 9.2 (#4)                | 35 / 394  | Nou | Oposició (1921-22) |
| 1922                  | 906,537                 | 10.3 (#5)               | 41 / 444  | 6   | Oposició (1922-25) |
| 1922                  | 906,537                 | 10.3 (#5)               | 41 / 444  | 6   | Coalició (1925-26) |
| 1922                  | 906,537                 | 10.3 (#5)               | 41 / 444  | 6   | Oposició (1926)    |
| 1922                  | 906,537                 | 10.3 (#5)               | 41 / 444  | 6   | Coalició (1926-28) |
| 1928                  | 1,482,097               | 13.0 (#2)               | 64 / 444  | 23  | Oposició           |
| 1930                  | Dins la Centrolew       | Dins la Centrolew       | 23 / 444  | 41  | Oposició           |
| 1935                  | Van cridar al boicot    | Van cridar al boicot    | 0 / 206   | 23  | Extraparlamentari  |
| 1938                  | Van cridar al boicot    | Van cridar al boicot    | 0 / 208   | =   | Extraparlamentari  |
| 1947                  | Dins el Bloc Democràtic | Dins el Bloc Democràtic | 116 / 444 | 116 | Coalició           |
| Unificació en el PZPR |                         |                         |           |     |                    |
| 1991                  | Dins SP                 | Dins SP                 | 0 / 460   | 116 | Extraparlamentari  |
| 1993                  | Dins la SLD             | Dins la SLD             | 4 / 460   | 4   | Coalició           |
| 1997                  | Dins la SLD             | Dins la SLD             | 3 / 460   | 1   | Oposició           |
| 2001                  | 13,459                  | 0.1 (#11)               | 0 / 460   | 3   | Extraparlamentari  |
| 2005                  | Dins llistes del PPP    | Dins llistes del PPP    | 0 / 460   | =   | Extraparlamentari  |
| 2007                  | Dins llistes del PPP    | Dins llistes del PPP    | 0 / 460   | =   | Extraparlamentari  |
| 2015                  | Dins Esquerra Unida     | Dins Esquerra Unida     | 0 / 460   | =   | Extraparlamentari  |
| 2019                  | Dins L'Esquerra         | Dins L'Esquerra         | 0 / 460   | =   | Extraparlamentari  |
| 2023                  | Dins L'Esquerra         | Dins L'Esquerra         | 0 / 460   | =   | Extraparlamentari  |

### Senat
| Any                   | Vots                                                             | %                                                                | Escons                                                           | +/–                                                              |
| --------------------- | ---------------------------------------------------------------- | ---------------------------------------------------------------- | ---------------------------------------------------------------- | ---------------------------------------------------------------- |
| 1922                  | 468,147                                                          | 8.4 (#5)                                                         | 7 / 111                                                          | n/a                                                              |
| 1928                  | 715,556                                                          | 11.2 (#3)                                                        | 10 / 111                                                         | 3                                                                |
| 1930                  | Dins la coalició Centrolew, que va obtenir 13 senadors en total. | Dins la coalició Centrolew, que va obtenir 13 senadors en total. | Dins la coalició Centrolew, que va obtenir 13 senadors en total. | Dins la coalició Centrolew, que va obtenir 13 senadors en total. |
| 1935                  | Van cridar al boicot                                             | Van cridar al boicot                                             | Van cridar al boicot                                             | Van cridar al boicot                                             |
| 1938                  | Van cridar al boicot                                             | Van cridar al boicot                                             | Van cridar al boicot                                             | Van cridar al boicot                                             |
| Unificació en el PZPR |                                                                  |                                                                  |                                                                  |                                                                  |
| 1993                  | Dins la SLD                                                      | Dins la SLD                                                      | 1 / 100                                                          | 1                                                                |
| 1997                  | Dins la SLD                                                      | Dins la SLD                                                      | 3 / 100                                                          | 2                                                                |
| 2001                  | 131,987                                                          | 0.5 (#11)                                                        | 0 / 100                                                          | 3                                                                |
| 2019                  | 49,261                                                           | 0.27                                                             | 1 / 100                                                          | 1                                                                |
| 2023                  | 59,980                                                           | 0.28                                                             | 1 / 100                                                          | =                                                                |